# 天河机场站 (武汉地铁)
天河机场站位于中华人民共和国湖北省武汉市黄陂区武汉天河国际机场交通中心地下一层，是武汉地铁2号线的地铁车站，也是其起始站，可与城铁站直接经地下通道换乘。

## 车站结构
天河机场站设在在天河机场交通中心的地下一层。站厅南北两端两条长约10米的联络通道连接着地铁、城铁车站，乘客步行数秒即可到达对方站厅，实现地铁和城铁的换乘。车站长422.1米、宽22.9米，为地下二层岛式站台车站，与城铁站月台相距仅仅10米，正位于机场交通中心下方。天河机场站是艺术特色站，车站内部空间比普通地铁车站相对较大，站长416米，总面积达20682平方米。
在地下二层站台层的站台中央有一排立柱，由于采用单柱结构，使得视野更加开阔。站台挑高11米左右，是普通车站的2倍多；站台宽14米，比普通车站宽3~4米。列车到站后采取站前折返方式运行，类似目前的光谷广场站。

### 楼层分布
| 地面      |                                   | 出入口、机场交通中心                                            |  |
| 地下 一層 | 站廳層                            | 售票機、客服中心、車站商店、武漢通充值、洗手間 通往城际铁路车站 |  |
| 地下 二層 |                                   | █ 2号线站台（暫不開放）                                         |  |
| 地下 二層 | 島式月台，左邊車門將會開啟        |                                                                 |  |
| 地下 二層 | █ 2号线列車往佛祖嶺（航空總部站） |                                                                 |  |

### 車站出口
|                                                 |      |      |                               |
| 出口編號                                        | 設施 | 照片 | 建議前往的目的地              |
| A                                               |      |      | 交通中心 長途汽車站           |
| B                                               |      |      | 交通中心 武漢天河機場T3航站樓 |
| C                                               |      |      | 交通中心 武孝城際天河機場站   |
| D                                               |      |      | 交通中心 武孝城際天河機場站   |
| 注： 設有升降機 \| 設有輪椅升降台 \| 設有洗手間 |      |      |                               |

- 站廳層
- 站台
- 站內的藝術櫈
- 站內的藝術裝置
- 站內的藝術裝置
- 车站的藝術牆